# خانه سجادی
خانه سجادی مربوط به دوره قاجار است و در کرمان، میدان‌مشتاق، خ‌شهیدایرانمنش، خیابان شهیدباهنر واقع شده و این اثر در تاریخ ۱۸ خرداد ۱۳۸۴ با شمارهٔ ثبت ۱۱۸۷۲ به‌عنوان یکی از آثار ملی ایران به ثبت رسیده است.